# Ellis Wilson

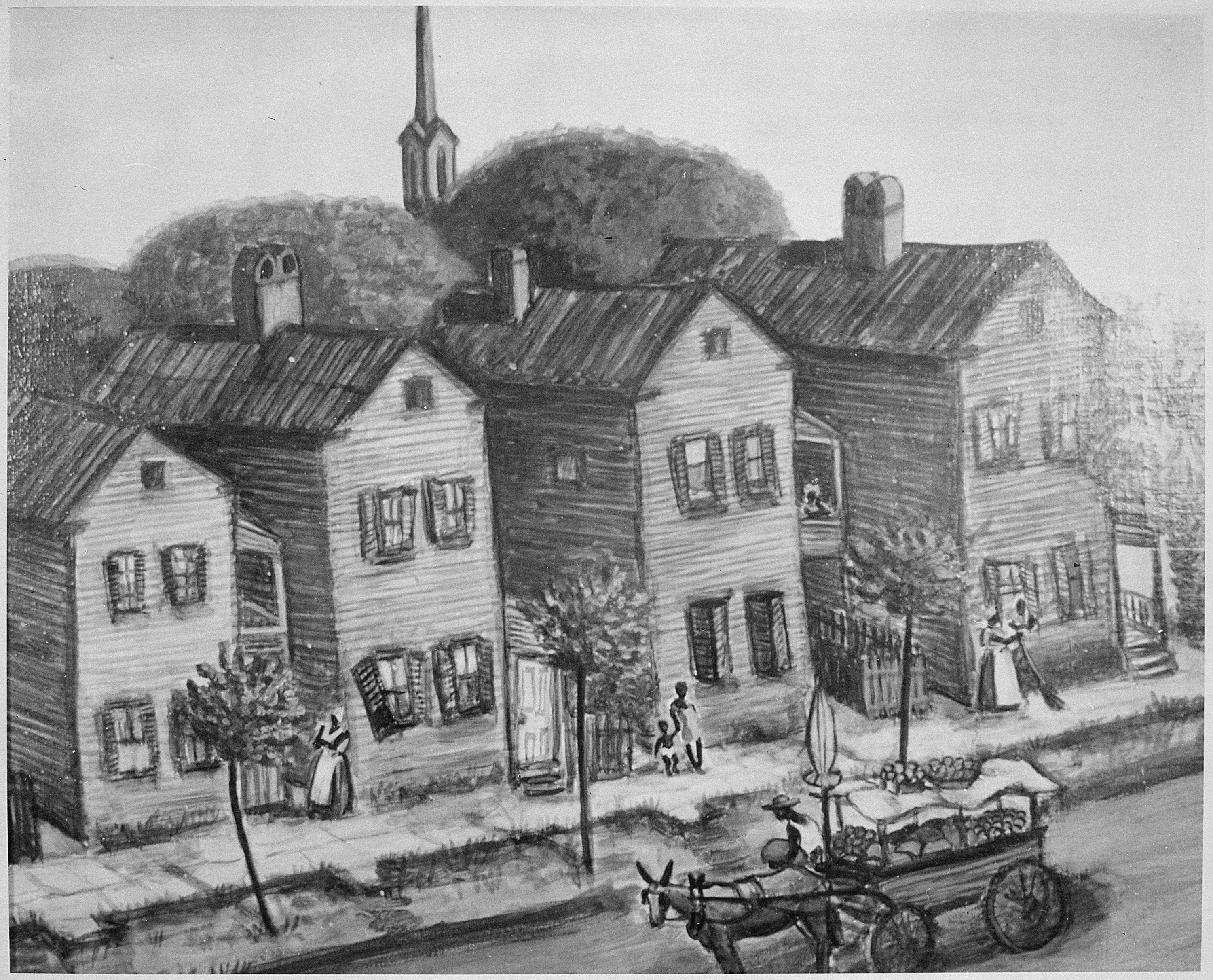
Old Charleston Houses

Ellis Wilson (Mayfield, 20 aprile 1899 – gennaio 1977) è stato un artista statunitense.

## Biografia
Wilson nacque a Mayfield in Kentucky. Nel 1916 iniziò a frequentare il Kentucky State College, per poi trasferirsi, nel 1919 al Chicago Art Institute. Nel 1928 si trasferì nel quartiere di Harlem, a New York, dove divenne socio della Harlem Artist Guild e lavorò presso un'agenzia di intermediazione.
Dal 1941 al 1944 lavorò in una frabbrica per la costruzione di motori d'aereo, ma lavorò anche su commissione, disegnando alcuni trittici per i cappellani militari e della marina statunitense.
Nel 1944 vinse il premio Guggenheim Fellowship e successivamente iniziò un viaggio nel sud degli Stati Uniti. Nel 1952 arrivò ad Haiti e durante quell'esperienza produsse un certo numero di quadri.
Nel corso della sua vita, Wilson fece molte mostre delle sue opere e vinse anche diversi premi, ma nonostante questo non riuscì mai diventare ricco. Morì in povertà, nel gennaio del 1977 e fu sepolto in una tomba comune. Attualmente non si conosce né la data esatta della sua morte, né l'ubicazione della sua tomba.
Il quadro di Ellis Wilson Funeral Procession (1950 circa) apparve nella serie televisiva I Robinson, durante la seconda stagione, in una puntata chiamata L'asta. In questo episodio, Clair Robinson, interpretata da Phylicia Rashād, dichiara di essere la nipote di Ellis Wilson e partecipa all'asta del quadro vincendola. Il dipinto rimarrà poi nel salotto di casa Robinson per tutta la durata della serie.